# Massacro di Malmédy
Il massacro di Malmédy fu un crimine di guerra commesso il 17 dicembre 1944 durante l'offensiva delle Ardenne della seconda guerra mondiale da parte del Kampfgruppe Peiper contro prigionieri di guerra statunitensi disarmati e raggruppati nei boschi dei dintorni del territorio del comune di Malmedy in Belgio. Il Kampfgruppe faceva parte della divisione corazzata tedesca delle SS, 1. SS-Panzer-Division Leibstandarte SS Adolf Hitler, al comando del tenente colonnello Joachim Peiper, che in quei giorni stava avanzando attraverso le unità statunitensi a difesa del settore di Losheim.

## Eventi
Durante la mattinata del 17 dicembre, la Battery B del 285th Field Artillery Observation Battalion era in trasferimento, con trenta tra Jeep e camionette e due autocarri, quando finì sotto il fuoco di due Panzer IV del Kampfgruppe Peiper della 6.SS-Panzer-Armee, ai quali si aggiunsero un Panzer V Panther e due semicingolati della 11.SS-Panzergrenadiere Kompanie, alle 13:30. La colonna americana fu fermata, gran parte dei mezzi distrutti e i soldati furono fatti prigionieri.
Poco dopo le 13:30, sopraggiunsero altri tre autocarri della Company B dell'86th Engineer Battalion e anch'essi finirono sotto il fuoco dei carri tedeschi; da questi autocarri scesero sei soldati dei quali uno fu ferito, un altro catturato e gli altri riuscirono a fuggire. Alle 14:00, nel campo sul quale sorgeva il Café Bodarwé, furono riuniti centotredici prigionieri americani, dei quali ottantasette membri della Battery B e tre di altre unità dello stesso 285th Battalion, dieci autisti di cinque ambulanze che percorrevano le strade della zona, un militare della Military Police e alcuni altri soldati catturati dal KGr Peiper poco prima di raggiungere Baugnez. Attorno alle 14:15 si sentirono due colpi di pistola, probabilmente sparati da un ufficiale o un sottufficiale tedesco all'indirizzo di un gruppetto di quattro soldati americani che tentavano la fuga.
Fu come un segnale: gli uomini di Peiper iniziarono a sparare con i fucili e le pistole mitragliatrici su tutti i prigionieri disarmati. Il massacro durò circa un quarto d'ora e cinquantadue americani furono uccisi; sessantuno feriti o miracolosamente illesi, tra le 15:00 e le 16:00 tentarono la fuga, ma in zona vi erano rimasti ancora alcuni soldati tedeschi e altri quindici prigionieri furono uccisi, tre morirono in seguito per le ferite riportate e uno non fu mai più ritrovato. Alla fine la strage di Malmédy costò la vita a settantuno militari americani. Il primo ad arrivare sul posto, pochi giorni dopo, fu Hal Boyle, inviato dell'Associated Press che scriveva su Stars and Stripes, il giornale delle truppe USA.
Subito cominciò a raccogliere testimonianze e cercare soccorso per i feriti. Per questo massacro nel processo di Malmedy del 1946 saranno processati come criminali di guerra settantatré soldati tedeschi e tra questi quarantatré furono condannati a morte (comunque, nessuna delle condanne a morte fu eseguita). Josef Dietrich, uno tra i processati, fu in principio condannato a morte per il ruolo svolto durante il massacro.